# Герб Барвенковского района
Герб Барвенковского района — официальный символ Барвенковского района Харьковской области, утвержденный решением сессии районного совета от 25 октября 2002 года.

## Описание
Щит с золотой каймой пересеченный и полураспятый узкими золотыми полосами. На верхнем зеленом поле золотой рог изобилия с плодами и цветами и кадуцей в косой крест; на втором лазурном золотой казак с копьем; на третьем золотом лазурный цветок барвинка. Второе и третье поля разделяет золотой колосок.